# Terletskiy Peak
Der Terletskiy Peak (russisch Гора Терлецкого Gora Terlezkowo, deutsch ‚Terlezkiberg‘, norwegisch Terleckijtoppen ‚Terlezkispitze‘) ist ein 2505 m hoher Berg im ostantarktischen Königin-Maud-Land. Im Schtscherbakowgebirge der Orvinfjella ragt er 2,7 km nordwestlich des Chervov Peak auf.
Luftaufnahmen der Deutschen Antarktischen Expedition 1938/39 unter der Leitung des Polarforschers Alfred Ritscher dienten einer ersten groben Kartierung. Norwegische Kartographen kartierten ihn anhand von Vermessungen und Luftaufnahmen der Dritten Norwegischen Antarktisexpedition (1956–1960). Teilnehmer einer von 1960 bis 1961 dauernden sowjetischen Antarktisexpedition kartierten ihn erneut und benannten ihn nach dem sowjetischen Hydrographen N. A. Terlezki (1910–1954).